# Coast Guard One

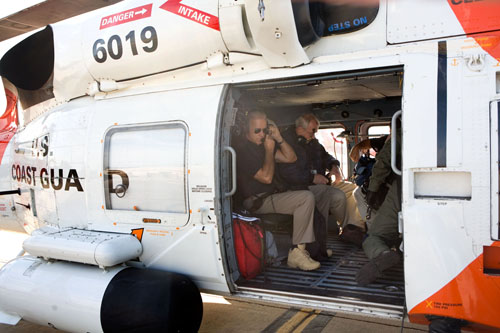
Joe Biden 2009 als Vizepräsident in der Coast Guard Two

Coast Guard One ist das Funkrufzeichen eines jeden Luftfahrzeuges der United States Coast Guard, das den Präsidenten der Vereinigten Staaten an Bord hat. Für den Vizepräsidenten ist Coast Guard Two vorgesehen.
Bis heute (Stand: Oktober 2022) trat der Fall noch nie ein, dass der Präsident Passagier eines Luftfahrzeuges der Coast Guard war, womit es also noch keine Coast Guard One gab. Eine Coast Guard Two gab es erstmals am 25. September 2009, als der damalige Vizepräsident Joe Biden in einem HH-60 Jayhawk nach Marietta, Georgia flog, um Flutschäden zu begutachten.